# Ашикага шогунат
Ашикага шогунат (足利幕府 - Ашикага бакуфу) или још познат као Муромаћи шогунат (室町幕府 - Муромачи бакуфу), је био јапански феудални војни режим, предвођен члановима (шогунима) клана Ашикага у периоду од 1336. до 1573. године.
Овај период је такође познат и као Муромачи период, а назив је добио по имеу Муромачи улице у Кјоту, где је трећи шогун Ашикага Јошимицу успоставио своју резиденцију. Ова резиденција, изграђена 1379. године, назива се још и Хана но Гошо (花の御所) или у буквалном преводу Палата цвећа, по раскошним вртовима који су је окруживали.

## Зачеци клана Ашикага
Током пређашњег, Камакура периода (1185—1333), апсолутна моћ је била у рукама Хоџо клана. Међутим, услед недостатака награда у земљишту, након одбране од напада Монгола (1274. и 1281. године), јавља се незадовољство Хоџо вазала. Овакво стање ће ескалирати 1333. године, када цар Го-Дајго наређује окружним вазалима да се супротставе Хоџо клану и потпомогну његовом повратаку на престо. Овај преврат се у јапанској историји назива Кенму рестаурација (1333—1336).
Како би се супротставио овом револту, Камакура бакуфу наређује Ашикага Такауџи-у да угуши побуњенике. Из нејасних разлога (могуће зато што је Ашикага де факто био вођа слабијег Минамото клана; који је већ једном победио Тајра клан - порекло Хоџо клана), Ашикага се окреће против камакура шогуната и бори на страни царског двора.
Након успешног ликвидирања Камакура бакуфу-а 1336. године, Ашикага Такауџи поставља своју резиденцију у Кјоту.

## Северни и јужни двор
Након што је Ашикага Такауџи постао врховни шогун (Сеј Тајшогун), долази до расправа на двору цара Го-Дајго-а у вези начина владања земљом. Ови неспоразуми ће резултовати тиме да Ашикага постави Јутахито-а, другог сина цара Го-Фушими-ја, на престо као цара Комјо.
Цар Го-Дајго пребегава ван тог дела земље на југ, што ће постати Јужни двор, а Го-Комјо остаје на Северном двору уз подршку Ашигага клана. Овај период зараћених дворова, у јапанској историји се назива Нанбокучо јидај (南北朝時代), који ће трајати од 1336. до 1392. године.

## Структура владе
Пошто се Ашикага Такауџи борио и стао на страну царског двора, имао је знатно више привилегија и ауторитета у поређењу са пређашњим Камакура шогунатом. Међутим, Ашикаге су биле доста слабије и од Камакура и Токугава шогуната. Централизовани тип власти шогуна над вазалима у провинцијама је замењен високо децентрализованим системом владавине преко локалних провинцијских војних гувернера (шуго-а), чија је власт у провинцијама постала наследна у неколико водећих аристократских породица (од којих су неке биле у сродству са династијом Ашикага) и од којих ће војно доста зависити клан Ашикага. У периоду анархије после Онинског рата (1467-1477) познатом као Сенгоку (1467-1600), овај систем власти у провинцијама распашће се настанком нове класе локалних великаша независних од шогуна - обласних господара познатих као даимјо (у преводу Велико име).
Поред гувернера у провинцијама, главни ослонац шогуната били су непосредни вазали династије Ашикага, настањени на шогуновим личним поседима и зависни од њега лично. Највећи број директних шогунових вазала био је из млађих огранака породице Ашикага и гувернерских породица: рођаци династије Ашикага биле су породице Хосокава, Хатекајама, Ишики и Шиба, а од породица шуго-а Сасаки, Токи, Огасавара, Оучи и Кјогоку. Чланови ових породица који су били шогунови вазали носили су исто име као и гувернери провинција, али нису припадали владајућој грани своје породице, већ су тражили место у шогуновој служби. Поред њих, неки непосредни вазали шогуната регрутовани су међу наследним вазалима клана Ашикага (нпр. породица Изе) или провинцијском војном аристократијом (земљопоседницима) из класе тзв. кокуђин-а (нпр. породица Кобајакава из провинције Аки). За разлику од поседа гувернера или, после 1477,  даимјо-а, који су били сконцентрисани у једној провинцији, поседи шогуната били су око 1450. расејани у 32 од 44 провинције на острву Кјушу, и шогунови вазали (око 180 породица) могли су да подигну 2.000-3.000 коњаника (тј. самураја). Изненађујуће, такозване Домаће провинције око Кјота (Кансаи) имале су врло мало шогунових вазала: провинције Сетсу и Изуми имале су свега по неколико (3-9) вазалних породица, Јамаширо само једну, а Јамато и Кавачи ниједну. Већина  шогунових вазала (преко 60 породица) била је сконцентрисана у провинцијама Оми, Мино, Овари и Микава. Овако расејани шогунови поседи и релативно слаби непосредни вазали (у просеку, сваки је располагао са свега 15-20 коњаника, и није се могао мерити ни са најмањим локалним великашима) постали су лак плен локалних великаша (даимјо) у хаосу грађанских ратова периода Сенгоку (1467-1600): до 1565. број непосредних вазала шогуната Муромачи спао је на свега око 50 породица расејаних у чак 18 провинција: од Пет домаћих провинција, само су у провинцији Сетсу преживеле две вазалне породице, а од осталих, највећи број преостао је у провинцијама Оми (8), Тамба (5) и Вакаса (7). Тако су последњи шогуни Ашикага Јошитеру (1546-1565) и Ашикага Јошиаки (1568-1573) били практично без војске, поседа и средстава на врхунцу Периода зараћених држава, и били су обичне марионете у рукама најмоћнијих великаша (клана Мијоши и Ода Нобунаге).

## Пад Ашикага шогуната
Услед све већих завађења зарад моћи, међу локалним даимјо-има, долази до ибијања Онин рата (1467—1477), који ће узроковати настанку Периода зараћених држава или Сенгоку периода, током касног Муромачи периода.
Када шогун Ашикага Јошитеру бива убијен 1565. године, даимјо Ода Нобунага увиђа повољну прилику и поставља Јошитеру-овог брата, Ашикага Јошијаки-ја на место шогуна (али само формално, без праве власти).
Ашикага шогунат бива потпуно уништен када, Ода Нобунага одвлачи Ашикага Јошијаки-ја ван Кјота, на Шикоку) где ће касније задобити подршку од локалног клана Мори.
Касније ће, Тојотоми Хидејоши затражити од Јошијаки-ја да га прихвати као усвојеног сина који би постао шеснаести Ашикага шогун; међутим, то он не прихвата.

## Списак Ашикага шогуна
1. Ашикага Такауџи, (1338—1358)
2. Ашикага Јошиакира, (1359—1367)[3]
3. Ашикага Јошимицу, (1368—1394)[3]
4. Ашикага Јошимочи, (1395—1423, 1425-1428)[3]
5. Ашикага Јошиказу, (1423—1425)
6. Ашикага Јошинори, (1429—1441)
7. Ашикага Јошикацу, (1441—1443)[3]
8. Ашикага Јошимаса, (1443—1473)[3][4]
9. Ашикага Јошихиса, (1473—1489)[3][4]
10. Ашикага Јошитане, (1490—1493, 1508—1521)[4]
11. Ашикага Јошизуми, (1493—1508)[3][4]
12. Ашикага Јошихару, (1521—1546)[3]
13. Ашикага Јошитеру, (1546—1565)[3]
14. Ашикага Јошихиде, (1568[3] или 1565-1568[4])
15. Ашикага Јошијаки, (1568—1573, абдицирао 1588)[3]